# Nekrolog 1457
Nekrolog
◄◄
| ◄
| 1453
| 1454
| 1455
| 1456
| 1457 | 1458 | 1459 | 1460 | 1461 | ► | ►►
Weitere Ereignisse | Allgemeiner Nekrolog 1457
Die Beschreibung der verstorbenen Person sollte so kurz wie möglich gehalten sein und nur deren signifikante Tätigkeit(en) enthalten.
Neue Namen ggf. auch unter dem Geburts- und Sterbedatum, also etwa unter 1. Januar und im Geburts- und Sterbejahr (2024) eintragen (nur bei entsprechender großer Wichtigkeit). Für Beispiele siehe die schon vorhandenen Artikel.
Außerdem über die fünf zuletzt Verstorbenen, zu denen es einen ausreichend guten Artikel für eine Präsentation auf der Hauptseite gibt, nach der todesbedingten Überarbeitung der Artikel ggf. auch unter Wikipedia Diskussion:Hauptseite informieren und sie am besten auch in den anderen Wikipedia-Sprachversionen eintragen. Tipp: Regelmäßig bei news.google.de nach „ist tot“, „gestorben“ oder „verstorben“ suchen.
Wenn eine Person gestorben ist, gibt es viele Seiten zu dieser Person in der Wikipedia, die davon auch betroffen sind und entsprechend aktualisiert werden müssen. Beispiele: Namenübersichtsseite, Geburtsjahr, Geburtsort-Seiten und viele mehr.
Wie finde ich die betroffenen Seiten?
Im Suchfeld auf der linken Seite gibt man den Suchbegriff so ein: „Vorname Nachname“. Dann klickt man auf Volltext und alle Seiten mit entsprechendem Suchtext werden aufgerufen. Hier sieht man dann schnell, wo auch das Todesjahr Sinn macht oder sogar ein Teil des Artikels angepasst werden muss. Auch hilft das „Werkzeug“ auf der linken Seite sehr gut, um solche Seiten aufzufinden: „Links auf diese Seite“. Somit ist die Wikipedia wieder aktuell in allen Bereichen! Hinweis: bei Eintragung der Kategorie „Gestorben JAHR“ wird der Missbrauchsfilter 49 ausgelöst, was jedoch nicht schlimm ist. Siehe: Spezial:Missbrauchsfilter/49
Dies ist eine Liste von im Jahr 1457 verstorbenen bekannten Persönlichkeiten. Die Einträge erfolgen innerhalb der einzelnen Daten alphabetisch sortiert. Tiere sind im Nekrolog für Tiere zu finden.

## Januar
| Tag        | Name                       | Beruf, bekannt als                                                | Alter | Beleg |
| ---------- | -------------------------- | ----------------------------------------------------------------- | ----- | ----- |
| 25. Januar | Heinrich IV. von Rosenberg | Landeshauptmann der Erbfürstentümer Breslau und Schweidnitz-Jauer |       |       |

## März
| Tag      | Name                       | Beruf, bekannt als                    | Alter | Beleg |
| -------- | -------------------------- | ------------------------------------- | ----- | ----- |
| 12. März | Jacques Juvénal des Ursins | römisch-katholischer Bischof          | 46    |       |
| 14. März | Jingtai                    | chinesischer Kaiser der Ming-Dynastie | 28    |       |
| 16. März | Ladislaus Hunyadi          | ungarischer Staatsmann und Krieger    |       |       |

## April
| Tag       | Name          | Beruf, bekannt als             | Alter | Beleg |
| --------- | ------------- | ------------------------------ | ----- | ----- |
| 17. April | Wartislaw IX. | Herzog von Pommern-Wolgast     |       |       |
| 27. April | Johann Bere   | Ratsherr der Hansestadt Lübeck |       |       |

## Mai
| Tag     | Name                           | Beruf, bekannt als                               | Alter | Beleg |
| ------- | ------------------------------ | ------------------------------------------------ | ----- | ----- |
| 11. Mai | Bartolomeo Aicardi Visconti    | italienischer Geistlicher und Bischof von Novara |       |       |
| 24. Mai | Basinio Basini                 | italienischer Dichter                            |       |       |
| 24. Mai | Friedrich III. von Plankenfels | Bischof von Regensburg                           |       |       |
| 29. Mai | Johann Schleeter               | Weihbischof in Köln                              |       |       |

## Juni
| Tag      | Name             | Beruf, bekannt als       | Alter | Beleg |
| -------- | ---------------- | ------------------------ | ----- | ----- |
| 10. Juni | Franz Kuhschmalz | Fürstbischof von Ermland |       |       |

## Juli
| Tag      | Name                | Beruf, bekannt als                 | Alter | Beleg |
| -------- | ------------------- | ---------------------------------- | ----- | ----- |
| 4. Juli  | Rinaldo Piscicello  | Erzbischof von Neapel und Kardinal | 42    |       |
| 29. Juli | Francesco Pesellino | italienischer Renaissance-Maler    |       |       |
| 31. Juli | Bohuslaus von Zwole | Bischof von Olmütz                 |       |       |
| 31. Juli | Gauhar-Schad        | Timuriden-Fürstin                  |       |       |
| Juli     | Catalano Grimaldi   | Herr von Monaco (1454–1457)        |       |       |

## August
| Tag        | Name                | Beruf, bekannt als                   | Alter | Beleg |
| ---------- | ------------------- | ------------------------------------ | ----- | ----- |
| 1. August  | Lorenzo Valla       | italienischer Humanist und Kanoniker |       |       |
| 19. August | Andrea del Castagno | italienischer Maler der Renaissance  |       |       |

## September
| Tag           | Name                         | Beruf, bekannt als                  | Alter | Beleg |
| ------------- | ---------------------------- | ----------------------------------- | ----- | ----- |
| 14. September | Margarethe von Pfalz-Mosbach | Gräfin von Hanau                    | 25    |       |
| 22. September | Peter II.                    | Herzog der Bretagne                 | 39    |       |
| 23. September | Bernhard von Büderich        | deutscher Ordensbruder und Rektor   |       |       |
| 30. September | Bruno Warendorp              | Lübecker Ratsherr und Bürgermeister |       |       |

## Oktober
| Tag         | Name                | Beruf, bekannt als                                            | Alter | Beleg |
| ----------- | ------------------- | ------------------------------------------------------------- | ----- | ----- |
| 7. Oktober  | Johann von Coimbra  | Herzog von Coimbra                                            |       |       |
| 24. Oktober | Margarete von Baden | Markgräfin von Baden, durch Heirat Kurfürstin von Brandenburg |       |       |

## November
| Tag          | Name               | Beruf, bekannt als                                          | Alter | Beleg |
| ------------ | ------------------ | ----------------------------------------------------------- | ----- | ----- |
| 1. November  | Francesco Foscari  | 65. Doge von Venedig                                        | 84    |       |
| 3. November  | Ludwig II.         | Graf von Württemberg-Urach (1450–1457)                      | 18    |       |
| 3. November  | Antonio Pusterla   | italienischer Apostolischer Protonotar und Bischof von Como |       |       |
| 7. November  | Danjong            | 6. König der Joseon-Dynastie in Korea                       | 16    |       |
| 23. November | Ladislaus Postumus | Herzog von Österreich, König von Böhmen und Ungarn          | 17    |       |

## Dezember
| Tag          | Name              | Beruf, bekannt als                                             | Alter | Beleg |
| ------------ | ----------------- | -------------------------------------------------------------- | ----- | ----- |
| 15. Dezember | Heinrich Asperlin | Schweizer römisch-katholischer Geistlicher, Bischof von Sitten |       |       |
| 15. Dezember | Louis I. de Rohan | französischer Adliger aus der Bretagne                         |       |       |

## Datum unbekannt
| Tag | Name              | Beruf, bekannt als                                                                                        | Alter | Beleg |
| --- | ----------------- | --- | ----- | ----- |
|     | Bernhard Berlin   | Bürgermeister von Heilbronn (1456–1457)                                                                   |       |       |
|     | Bartolomeo Facio  | italienischer Humanist und Astrologe                                                                      |       |       |
|     | Chen Cheng        | Diplomat der Ming-Dynastie                                                                                |       |       |
|     | Andreas Fugger    | deutscher Unternehmer                                                                                     |       |       |
|     | Johann II.        | Abt des Klosters Schlüchtern                                                                              |       |       |
|     | Prokop von Pilsen | tschechischer Theologe, mehrmaliger Rektor der Karlsuniversität, Administrator der utraquistischen Kirche |       |       |
|     | Johann Russenberg | Lübecker Kaufmann und Ratsherr der Hansestadt                                                             |       |       |